# Мод Канінгтон
Мод Едіт Каннінгтон (англ. Maud Edith Cunnington, уроджена Педж (англ. Pegge); 24 вересня 1869, Брітон-Феррі, Гламорган, Уельс, Великобританія — 28 лютого 1951) — валлійський археолог. Найбільшу популярність здобула завдяки розкопкам кількох великих пам'яток доісторичного періоду на рівнині Солсбері.
Дочка Чарльза Педжа, головного лікаря Вернон-Хауса — останньої приватної психіатричної клініки в Уельсі. 
Вона мала шість братів і сестер. Старший брат, Едвард Педж, став відомим лікарем і не менш відомим регбістом. 
Короткий час навчалася у Челтенхемському жіночому коледжі. 
У 1889 році вийшла заміж за археолога Бена Каннінгтона, почесного куратора музею містечка Дівайзіс. Єдиний син Едвард загинув під час Першої світової війни.
З 1897 займалася роботами з «рятувальної археології» — термінових розкопок пам'ятників, яким загрожувало знесення або руйнування. Розкопувала такі нині відомі в археологічній літературі пам'ятники, як Неп-Хілл — перша відома насипна стоянка, поселення залізної доби в Олл-Кеннінгс-Крос, Вест-Кеннетський курган, Фігсбері-Рінг, Вудхендж (назва якому дала вона сама за аналогом). 
Також вона повторно відкрила Уілтширське святилище, забуте невдовзі після того, як його відвідав у XVIII столітті відомий антиквар та археолог Вільям Стьюклі. Земельні ділянки, на яких знаходилися Вудхендж і Уілтширське святилище, були придбані сімейством Каннінгтонів і потім передані державі. 
У 1931 році М. Каннінгтон обрали президентом Уілтширського товариства археології та природної історії.
У 1948 році вона стала командором Ордену Британської імперії за заслуги в археології, і таким чином стала першою жінкою-археологом, яка заслужила цей орден. Але страждаючи з 1947 року на хворобу Альцгеймера, вона так і не дізналася про цю нагороду. 
Майже все своє майно загальною вартістю близько 14 000 фунтів стерлінгів вона заповідала Музею Уілтширської спадщини.